# Bibliotheca Zriniana
A Bibliotheca Zriniana Zrínyi Miklós csáktornyai könyvgyűjteménye. A könyvanyag kétharmada ma is megtalálható Zágrábban.

## Zrínyi Miklós könyvgyűjteménye

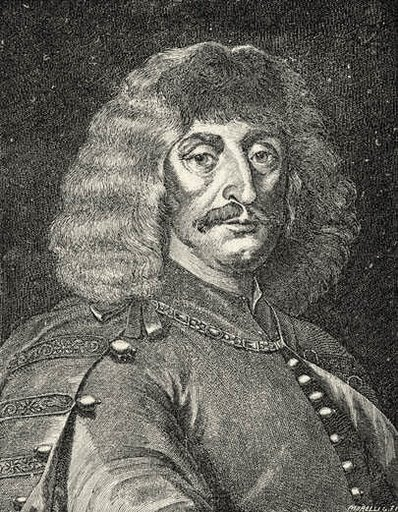
A költő Zrínyi Miklós

A Bibliotheca Zriniana állománya főként Zrínyi Miklós könyvgyűjtésének az eredménye, a könyvek csekély számát örökölte nagyapjától, Zrínyi Györgytől és szintén költő apjától Zrínyi Györgytől. A könyvanyag nagyobb gyűjtését 1636-ban személyesen kezdte el itáliai útja során. Azután főleg tiszttartói révén és elsősorban a velencei piacról vásárolt. A tematikailag legmarkánsabb három rétege közül egyik sem gyakori más főnemesi bibliotékában. Kiemelendő az a naprakész tájékozottság, ami az itáliai szépirodalom ismeretét jellemezte. Politikaelméleti könyvgyűjteménye is szokatlanul jó. A harmadik rétege az olvasottságának a hadtudomány, főként olasz nyelven; de a szakterület színvonalas német szerzőinek művei is megtalálhatóak könyvtárában. A Bibliotheca Zriniana állományának legnagyobb része Itáliában jelent meg, ezután Németország, majd Ausztria következik. A könyvanyag több mint fele latin, egyharmada olasz, a maradék francia, német, magyar, cseh, spanyol és horvát nyelvű. Zrínyi Miklós aktív használója volt könyvtárának. Szinte valamennyi könyvét végigjegyzetelte, aláhúzta, összefirkálta.

### Az 1662. éviCatalogus
Könyvtára törzsanyagának az 1662-ben készített Catalogus-ban felsorolt, meglévő vagy elveszett műveket tekinthetjük. Zrínyi könyvtárának belső rendjéről, és a könyveknek a szekrények polcain való elhelyezéséről a fennmaradt könyvek jelzetei tájékoztatnak. Nagyság szerint helyezték el a köteteket, ami megnehezítette a tájékozódást a könyvanyagban. Talán ez volt az egyik oka annak, hogy a költő 1662-ben szakrendi katalógust készíttetett. A szakbeosztást valószínűleg maga Zrínyi Miklós végezte el. De az is lehet, hogy az összeírás a végrendeletével kapcsolatos. A katalógus írója a korabeli gyakorlattól eltérően nem a könyvek gerincfeliratából indult ki, hanem levette a könyvet, s a címlapot tekintette a leírás forrásának. A címlap rövidítéseit nem oldotta fel, hosszú címek esetén csak a tipográfiailag kiemelt részt másolta le. A címleírást követően a könyv állapotára és kötésanyagára tett megjegyzést. A katalógus tizenegy szakot tartalmazott. A könyvek külsejére a tulajdonos kevéssé volt tekintettel. 

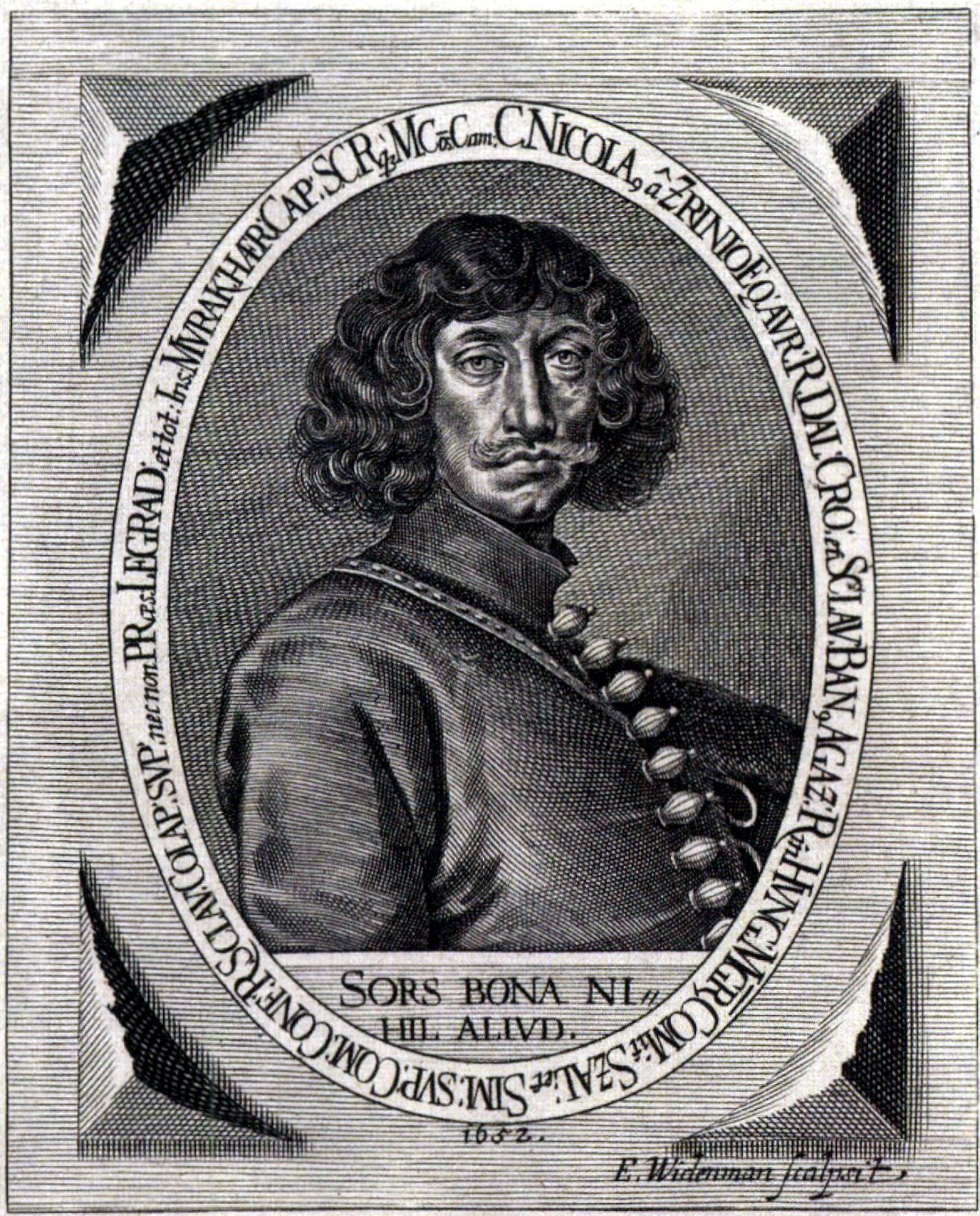
Elias Wiedemann: Zrínyi Miklós arcképe 1652-ből

### Ex librise
Tulajdonjogának megörökítésére Zrínyi könyveibe ragasztott arcképes ex librisei árulkodnak. A bécsi Elias Widemann vésnököt Zrínyi 1646-ban bízta meg ex librisének elkészítésével melyen arcképe és a Nemo me impune lacesset jelmondat volt látható. Ezt a feliratot általában a könyvtáblák belső lapjára ragasztotta fel. Horvát bánná avatása után a metszetek alá került a Sors bona nihil aliud jelmondat kéziratos változata is. Új jelmondattal ellátott új ex librisét szintén Widemann készítette 1652-ben.

## Zrínyi Péter könyvei
Zrínyi Miklós halála után közjogi méltóságait és katonai funkcióit öccse, Zrínyi Péter kapta meg, aki hamarosan beköltözött a csáktornyai várba. Zrínyi Péter könyvei többnyire olasz és latin nyelvűek voltak. 

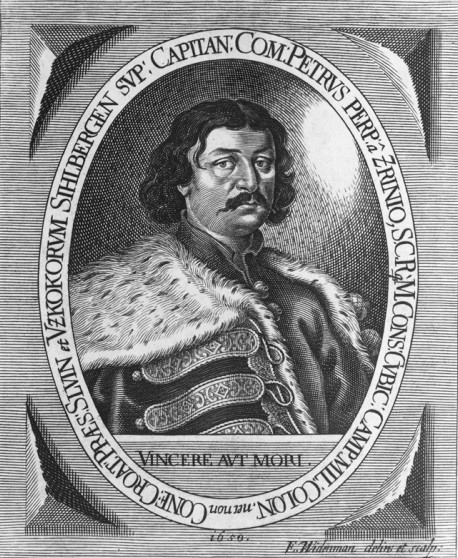
Zrínyi Péter ex librise

Legnagyobb mértékben az orvostudomány képviseltette magát: sebészeti, anatómiai, gyógyszerészeti művek. Hasonló nagy arányban szerepelnek az antik szerzők: Aesopus, Seneca, Cicero, Vergilius, Tacitus. Bátyjáéval ellentétben könyvtára kevés hadtudományi és politikai könyvvel rendelkezett. Könyvtára nagyobb részét fosztogató katonák hordták szét, a Csáktornyán őrzött könyveit kivégzése után a császári kamara foglalta le, és ezzel végleg eltűntek szem elől.

## Zrínyi Ádám könyvtára
Zrínyi Miklós halála után fia, Zrínyi Ádám örökölte a csáktornyai könyvtárat. Könyvei ma Zrínyi Miklóséval együtt találhatóak. A költő Zrínyi halálakor a könyvtárban a könyvek száma meghaladta a 600-at, Zrínyi Ádám örökségének összeírásakor több mint 800 kötetet regisztráltak. A Bibliotheca Zrinianaba került könyvek többsége gimnáziumi, egyetemi tankönyvek, amik a bécsi jezsuita gimnázium retorika oktatását szolgálták. Bécsi könyvei között van néhány ünnepélyes eseményre megjelent, alkalmi kiadvány is. Ilyen az I. Lipót és Claudia Felicitas főhercegnő 1673-ban tartott menyegzőjére készült Cyrus, Iudis nuptialibus. Egyéni érdeklődési a jogi témakörre terjedt ki. Mivel Zrínyi Ádámnak nem volt örököse, a magyar kamara a családot kihaltnak nyilvánította és elkezdte a vagyon összeírását. A Zrínyi Ádám után hátramaradt ingóságokat az özvegy magával vitte új férje lakhelyére, a morvaországi Bítovba. A bítovi időszak során közel 300 könyv elkallódott, valamint az özvegy lányai megfelezték az anyai örökséget képező könyvtárat.

## A Bibliotheca Zriniana további sorsa
A megfogyatkozott könyvtárra Heinrich Daun a 19. század második felében bukkant rá. Halála után az örökösök a bécsi Kende Sámuel antikváriusnak adták el, aki később árverésre bocsátotta. Bibliotheca Zrinyiana. Die Bibliothek des Dichters Nicolaus Zrinyi. címmel katalógust adott ki a könyvekről és elküldte a jelentősebb magyar könyvtáraknak és magángyűjtőknek. A borsos vételár miatt a magyar felek haboztak, ezt kihasználva a horvát kormány megvásárolta a gyűjteményt és a zágrábi egyetemi könyvtárnak adta át megőrzésre. A Bibliotheca Zriniana ma 500 kötetből, közöttük 5 ősnyomtatványból áll. A magyar szakemberek szerint a Zrínyi család könyvtárából az idők során 202 könyv és 5 kézirat tűnt el. A Zágrábi Nemzeti és Egyetemi Könyvtár a megvásárolt kötetekből különgyűjteményt hozott létre. A Zrínyi család könyvtárát 1991-ben A Bibliotheca Zriniana története és állománya című katalogusban publikálták. 2001 és 2002 között sor került a könyvtár digitalizálására, majd 2003-ban az ennek eredményeit közzétevő honlap bemutatására.